# Frans Carlier
Frans Carlier (Rotterdam, 1943) is een Nederlands beeldhouwer en edelsmid.

## Leven en werk
Carlier groeide op in een kunstminnende familie. Zijn grootvader en vader verkochten kantoorartikelen en kunstenaarsbenodigdheden en schilderden daarnaast, oom Henk Carlier werd docent en beeldend kunstenaar. Hij studeerde aan de Jan van Eyck Academie in Maastricht. Hij woonde en werkte in Maastricht en verhuisde later naar het Belgische Zichen-Zussen-Bolder. Carlier maakt beelden in hout en brons, een aantal daarvan is in de openbare ruimte geplaatst.

## Werken (selectie)
- Dorpspastoor (1979), Kerkrade
- Truujke Trampel (1979), Brunssum. Het beeld kreeg deze naam na een door de gemeente uitgeschreven prijsvraag.[4]
- 't Keppe An of Eiervruike (1979), Heerlen
- Meisje met wezentje (1981), Maastricht. Het werk is sinds 2015 een gemeentelijk monument.[5]
- Karl Marx (1983), bronzen plaquette op de gevel van een huis in de Bouillonstraat, Maastricht
- Wiekeneer (1985), Maastricht

## Afbeeldingen

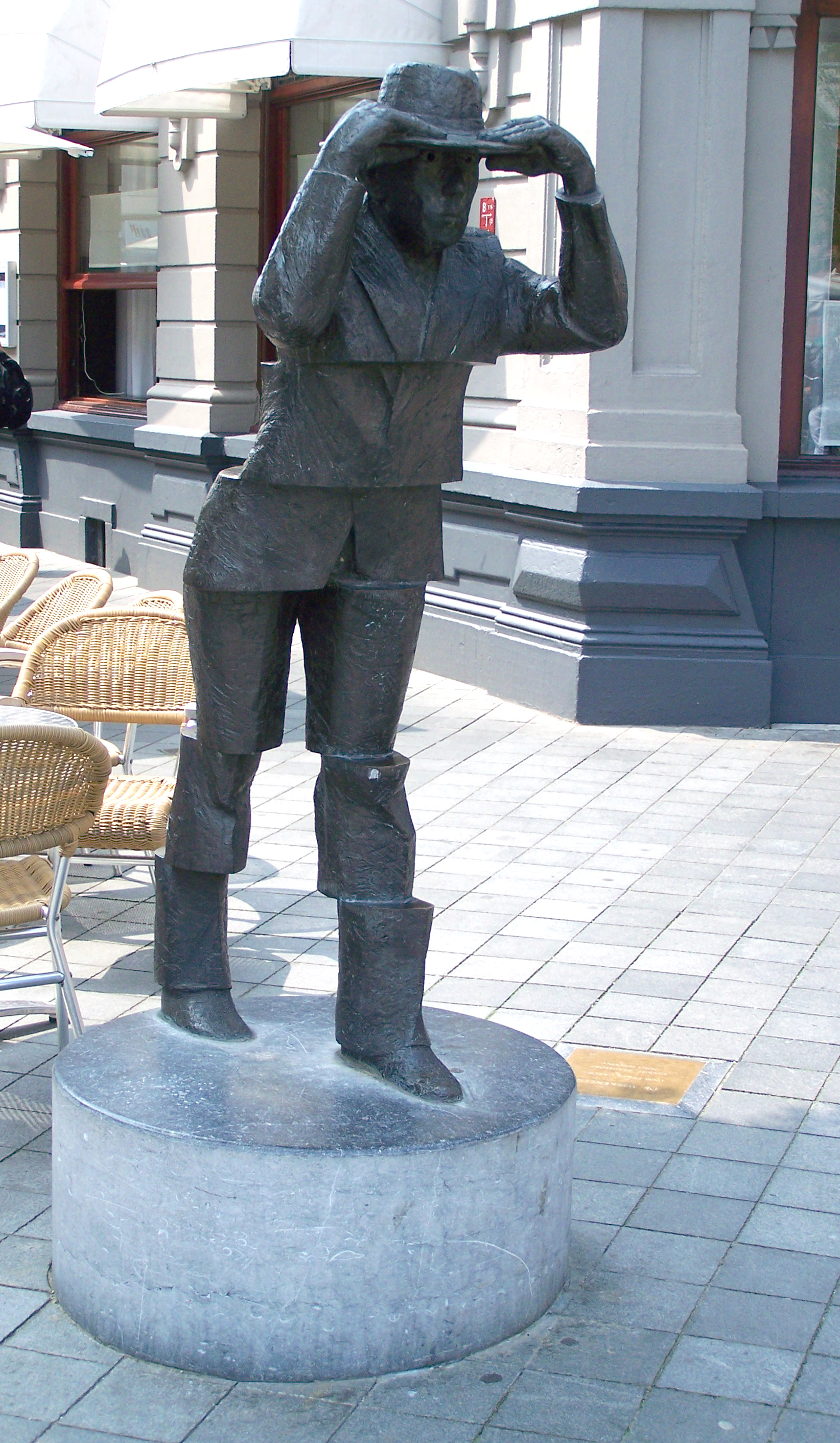
De Wiekeneer (1985), Maastricht
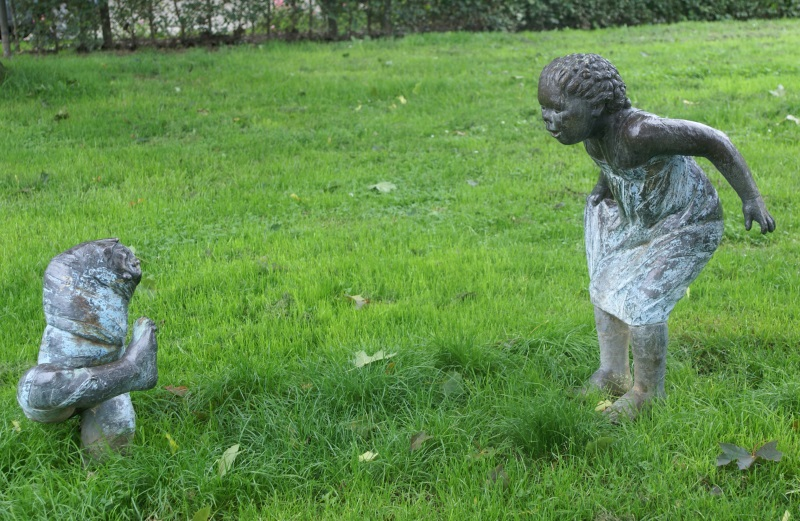
Meisje met wezentje (1981), Maastricht

- RKD-Nederlands Instituut voor Kunstgeschiedenis: 15376